# Slåensommerfugl
Slåensommerfugl (Satyrium pruni) er en sommerfugl i blåfuglefamilien. Den ses oftest i tæt slåenkrat, deraf dens navn. Den findes desuden primært i solåbne skove, vejkanter eller lignende steder. Slåensommerfuglen er meget sjælden i Danmark. I resten af Europa kan den ses i Nordvest-, Mellem- og Østeuropa. Østpå findes den gennem tempereret Asien til Korea.

## Udseende
Slåensommerfuglens han har et bånd af orange pletter på bagvingerne, hunnen har ofte mere tydelige orange pletter på forvingerne end hannen.

## Foderplanter
Som navnet antyder er slåensommerfuglens foderplante slåen. I sjældnere tilfælde lever larven dog også andre på arter af slægten Prunus.